# .sr
.sr è il dominio di primo livello nazionale assegnato al Suriname.